# VolkerWessels Women’s Pro Cycling Team
Das VolkerWessels Women’s Pro Cycling Team ist ein niederländisches Radsportteam im Frauenradrennsport mit Sitz in Rijssen.

## Organisation und Geschichte
Das Team erhielt im Jahr 2014 unter dem Namen Parkhotel Valkenburg eine Lizenz als UCI Women’s Team.
Das bis dahin erfolgreichste Jahr hatte das Team im Jahr 2019. Leistungsträgerin war Lorena Wiebes, die ab 2018 mit einem Dreijahresvertrag verpflichtet wurde. Wiebes erzielte 2019 14 der 17 Siege des Teams, acht davon auf der UCI Women’s WorldTour, u. a. gewann sie die Gesamtwertung der Tour of Chongming Island und das Eintagesrennen Prudential RideLondon Classique. In der Gesamtwertung der UCI Women’s WorldTour 2019 wurde sie als beste Nachwuchsfahrerin ausgezeichnet und führte zum Saisonende in der UCI-Weltrangliste. Wiebes erzielte ihre Siege zum Teil mit geringer Unterstützung des sich auf die Nachwuchsförderung konzentrierenden Teams Parkhotel und musste aufgrund dieses Umstands die Führung in verschiedenen Etappenrennen alleine, erfolglos verteidigen. Hierauf wollte Wiebes die Mannschaft schon zur Saison 2020 verlassen und drohte, andernfalls 2020 keine Rennen zu bestreiten. Hierauf verklagte das Management Wiebes vor einem staatlichen Gericht und die Union Cycliste Internationale bestätigte, dass Wiebes aufgrund des gültigen Vertrags keinen Vertrag mit einem anderen Team abschließen dürfe. Anfang 2020 gaben das Team und Wiebes bekannt, dass man sich darauf geeinigt hätte, dass Wiebes „vorerst“ weiter für Parkhotel fahren werde. Ebenfalls in der Saison 2019 wurde Demi Vollering Mitglied bei Parkhotel Valkenburg und erzielte mit dem Team ihre ersten beiden internationalen Erfolge in der Elite. Vollering wechselte jedoch bereits zur Folgesaison zum Team SD Worx, wo sie sofort zur Spitzenfahrerin avancierte.
Parkhotel Valkenburg wurde im Jahr 2020 Gründungsmitglied von UNIO, einer Vereinigung von Teambetreibern im Frauenradsport. Auch ohne Wiebes und Vollering gelangen dem Team in den Folgejahren regelmäßig Siege, 2022 durch Mischa Bredewold erneut auf der WorldTour. 
Zur Saison 2024 beendete das Team die langjährige Zusammenarbeit mit dem Hauptsponsor Parkhotel Valkenburg und wurde in die Teamstrukturen des VolkerWessels Cyclingteam integriert. Wie beim Männerteam ist das niederländische Bau- und Anlagenbauunternehmen VolkerWessels neuer Titelsponsor des Teams. Es folgte eine erneut sehr erfolgreiche Saison 2024 mit 15 Siegen, die von sieben verschiedenen Fahrerinnen erzielt wurden.
Zur Saison 2025 wurde das Team als UCI Women’s ProTeam lizenziert und gehört damit zu den ersten sieben Teams in dieser Kategorie nach Einführung durch die UCI.

## Mannschaft 2025
| Teamkader 2025          | Teamkader 2025    | Teamkader 2025 | Teamkader 2025                          |
| Name                    | Geburtsdatum      | Land           | Vorheriges Team                         |
| ----------------------- | ----------------- | -------------- | --------------------------------------- |
| Femke Beuling           | 20. Dezember 1999 | Niederlande    | EF Education-TIBCO-SVB (2023)           |
| Maaike Boogaard         | 24. August 1998   | Niederlande    | AG Insurance-Soudal Team (2024)         |
| Valerie Demey           | 17. Januar 1994   | Belgien        | Liv Racing TeqFind (2023)               |
| Anne Dijkstra           | 21. Mai 1997      | Niederlande    | GT Krush Rebellease (2023)              |
| Eline Jansen            | 8. März 2002      | Niederlande    | Merida Adelaar Ladies (2023)            |
| Anne Knijnenburg        | 11. März 2002     | Niederlande    | WV Schijndel (2023)                     |
| Marieke Meert           | 7. Oktober 1999   | Belgien        | Wielerclub de sprinters Malderen (2022) |
| Laura Molenaar          | 26. Februar 2002  | Niederlande    | WV Schijndel (2022)                     |
| Meis Poland             | 21. Dezember 2004 | Niederlande    |                                         |
| Maud Rijnbeek           | 3. Dezember 2002  | Niederlande    | AG Insurance-Soudal Team (2024)         |
| Quinty Schoens          | 12. Februar 1999  | Niederlande    | Watersley R&D Cycling Team (2021)       |
| Scarlett Souren         | 4. Dezember 2003  | Niederlande    | WV Schijndel (2022)                     |
| Lonneke Uneken          | 2. März 2000      | Niederlande    | SD Worx-Protime (2024)                  |
| Lisa Van Helvoirt       | 25. Juli 2002     | Niederlande    | WV Schijndel (2022)                     |
| Anne Van Rooijen        | 4. Juni 2000      | Niederlande    | WV Schijndel (2021)                     |
| Margot Vanpachtenbeke   | 2. Februar 1999   | Belgien        |                                         |
| Bodine Vollering        | 7. Juli 2003      | Niederlande    | WV Schijndel (2024)                     |
| Tirza Wisse             | 12. Februar 2004  | Niederlande    |                                         |
| Sabrina Stultiens       | 8. Juli 1993      | Niederlande    | Liv Racing TeqFind (2023)               |
|                         |                   |                |                                         |
| Quelle: ProCyclingStats |                   |                |                                         |

## Erfolge als Continental Team
| Rennserie                 | 2014 | 2015 | 2016 | 2017 | 2018 | 2019 | 2020 | 2021 | 2022 | 2023 | 2024 |
| ------------------------- | ---- | ---- | ---- | ---- | ---- | ---- | ---- | ---- | ---- | ---- | ---- |
| UCI Women’s WorldTour     | -    | -    | -    | -    | -    | 8    | -    | -    | 1    | -    | -    |
| andere UCI-Rennen         | 1    | 3    | -    | 3    | 4    | 8    | 1    | 5    | 3    | 2    | 15   |
| nationale Meisterschaften | -    | -    | -    | -    | -    | 1    | -    | -    | -    | -    | -    |

## Platzierungen in UCI-Ranglisten
UCI Weltcup 
| World Cup   | World Cup   | World Cup             | World Cup |
| Jahr        | Teamwertung | Einzelwertung         |           |
| ----------- | ----------- | --------------------- | --------- |
| 2014        | 16.         | Kim de Baat (69. )    |           |
| 2015        | 17.         | Janneke Ensing (57. ) |           |
|             |             |                       |           |
| Quelle: UCI |             |                       |           |

UCI Women’s WorldTour
| UCI World Tour | UCI World Tour | UCI World Tour              | UCI World Tour |
| Jahr           | Teamwertung    | Einzelwertung               |                |
| -------------- | -------------- | --------------------------- | -------------- |
| 2016           | 16.            | Jip van den Bos (48. )      |                |
| 2017           | 32.            | Demi de Jong (108. )        |                |
| 2018           | 21.            | Lorena Wiebes (61. )        |                |
| 2019           | 7.             | Lorena Wiebes (3. )         |                |
| 2020           | 13.            | Demi Vollering (8. )        |                |
| 2021           | 14.            | Rachel Neylan (65. )        |                |
| 2022           | 17.            | Mischa Bredewold (52. )     |                |
| 2023           | 26.            | Kirstie van Haaften (176. ) |                |
| 2024           | —              | Sofie van Rooijen (72. )    |                |
|                |                |                             |                |
| Quelle: UCI    |                |                             |                |

UCI World Ranking
| UCI Ranking | UCI Ranking | UCI Ranking              | UCI Ranking |
| Jahr        | Teamwertung | Einzelwertung            |             |
| ----------- | ----------- | ------------------------ | ----------- |
| 2014        | 24.         | Kim de Baat (133. )      |             |
| 2015        | 20.         | Natalie van Gogh (61. )  |             |
| 2016        | 20.         | Jip van den Bos (91. )   |             |
| 2017        | 20.         | Eva Buurman (67. )       |             |
| 2018        | 17.         | Lorena Wiebes (14. )     |             |
| 2019        | 7.          | Lorena Wiebes (1. )      |             |
| 2020        | 13.         | Demi Vollering (15. )    |             |
| 2021        | 15.         | Rachel Neylan (65. )     |             |
| 2022        | 16.         | Mischa Bredewold (56. )  |             |
| 2023        | 21.         | Lieke Nooijen (132. )    |             |
| 2024        | 15.         | Sofie van Rooijen (25. ) |             |
|             |             |                          |             |
| Quelle: UCI |             |                          |             |